# الاحتياط واجب (فلم)
الاحتياط واجب هو فيلم درامي مصري إنتاج 1983، بطولة الفنان أحمد زكي.

## القصة
حسان مشرف في إحدى الإصلاحيات، جاء من الريف باحثاً عن دور له في العاصمة. يقابل نماذج مختلفة من الشباب المنحرف داخل الإصلاحية، ويواجه المعاملة القاسية التي يتعرضون لها من المشرفين على الإصلاح بمعاملة أفضل، ويكتسب صداقة النزلاء الذين يتحسن سلوكهم وينشأ جو من الود بين الجميع. وفي إحدى الرحلات التي يقوم بها النزلاء تصطدم سيارة الرحلة بسيارة نرجس التي تستضيفهم في منزلها حيث تعيش مع أخيها وزوجته وابنتهما. يسعى الأخ دومًا إلى استغلال أخته والاستيلاء على أموالها لذا يقف ضد زواجها. ينمو الحب بين حسان ونرجس ويتمكن بمساعدة شباب الإصلاحية من استرداد أموال نرجس من أخيها الذي يطمع فيها. كما يتمكن من إنقاذ المصنع الذي يملكانه من الإفلاس. يطلب في مذكرة للمسئولين بخروج النزلاء إلى الحياة والعمل بالمصنع فتتم الموافقة.

## القصة الكاملة
حسان اليمانى (احمدزكى)ترك قريته بالغربية، وسافر للقاهرة للعمل أخصائيا اجتماعيا في إصلاحية الأحداث، وقوبل من نزلاء الاصلاحية من الشباب المنحرف، مقابلة غير سارة، تحملها لأنه يرى ان المعاملة الحسنة هي السبيل الوحيد لإصلاح هؤلاء الشباب، الذي لم ينل الرعاية المناسبة، أو المعاملة الحسنة في حياته، وقد هاله ان المشرفين على الإصلاحية يتعاملون مع النزلاء بقسوة شديدة، فواجه وتحدى الجميع حتى اكتسب ثقة النزلاء من اللصوص السابقين أمثال رضا (علاء عوض) وعميره (وائل نور) وعشوب (محمد السقا) وتجار المخدرات أمثال دغيدى (عبد الله محمود) وسعد (حسين إبراهيم)ومن جرائم النفس يونس (محسن محيى الدين) وسعيد (شريف منير)، وادعى حسان ان حافظة نقوده لم تسرق، عندما فقدها، وذلك لينقذ النزلاء من التكدير من مدير الإصلاحية (محمود الزهيرى)، وأعادوا حافظته له، ثم أرادوا ان يختبروا قدراته على الوقوف بجوارهم، فطلبوا رحلة خلوية خارج الإصلاحية، وافق عليها المدير بعد إلحاح حسان، الذي أخذ النزلاء في اوتوبيس الإصلاحية في رحلة لمدة يوم واحد، غير ان الاوتوبيس اصطدمت به سيارة ملاكى تقودها نرجس (مديحه كامل) وهي مشغولة بما فعله معها أخيها خورشيد (أبو بكر عزت) الذي يحاول الاستيلاء على ميراثها في المصنع والبيت الذي تقيم فيه معه ومع زوجته شويكار (ليلى طاهر) وابنته سوزى (دينا عبد الله) كما يقف خورشيد عقبة في طريق زواجها أيضا بسبب الميراث، ولكى تصلح نرجس خطئها وعدم ابلاغ البوليس عنها، وافقت على اصطحاب الجميع للفيللا، وعلاج قدم حسان التي اصيبت، وكذلك إصلاح سيارة الإصلاحية التي تعطلت، غير ان شويكار وزوجها خورشيد عارضا دخول النزلاء للفيللا، ولكن نرجس واجهت الجميع وأصرت على استضافة الجميع، واشترك النزلاء في العمل بالفيللا من تنظيف ورعاية للحديقة، ونشأت علاقة ود بين نرجس وحسان، ونشأت ازمة بمصنع النسيج الذي يمتلكه خورشيد مع اخته نرجس، وذلك لعدم قدرة المصنع على إكمال أحد الطلبيات مما يعرض المصنع للشرط الجزائي، ولكن حسان وبمساعدة نزلاء الإصلاحية تصالحوا مع العمال بالمصنع وعملوا به، حيث كان معظمهم قد مارسوا مهنا مختلفة، ودرس بعضهم النسيج في الصنايع، وتمكن المصنع من تسليم الطلبية في الميعاد، ونشأت قصة حب بين نرجس وحسان، حال دون إتمامها الفارق الاجتماعى بينهما، وعاد الوئام بين خورشيد وشقيقته نرجس، بينما تقدم مدير الإصلاحية بمذكرة للوزارة للسماح للنزلاء بالعمل خارج الإصلاحية لمن انصلح حاله منهم، وعاد حسان للإصلاحية ليستقبل دفعة جديدة من الشباب المنحرف.

## روابط خارجية
- مقالات تستعمل روابط فنية بلا صلة مع ويكي بيانات